# Oréstis Makrís
Oréstis Makrís (grec moderne : Ορέστης Μακρής) né le 30 septembre 1898 à Chalcis et mort à Athènes le 29 janvier 1975 était un acteur et chanteur (ténor) d'opérettes grec.
Il commença sa carrière sur les planches en 1925. Il se spécialisa très vite dans les rôles comiques, principalement les hommes du peuple ou les alcooliques.
Il reçut l'Ordre du Phénix.

## Filmographie sélective
- 1950 : L'Ivrogne
- 1952 : Le Grognon
- 1955 : La Fausse Livre d'or
- 1956 : L'Enlèvement de Perséphone
- 1957 : La Tante de Chicago
- 1957 : Le Petit Fiacre
- 1958 : L'Île du silence
- 1960 : Blanche-Neige et les Sept Vieux Garçons